# Wang Juan
Wang Juan (chiń. 王娟; ur. 5 marca 1982 w Suzhou) – chińska judoczka. Olimpijka z Pekinu 2008, gdzie zajęła dziewiąte miejsce w kategorii 70 kg.
Brązowa medalistka mistrzostw Azji w 2003 roku.

## Letnie Igrzyska Olimpijskie 2008
| Konkurencja | Walki                | Walki              | Walki                  | Klas. końcowa |
| Konkurencja | 1/8                  | 1/4                | Repasaż                | Miejsce       |
| ----------- | -------------------- | ------------------ | ---------------------- | ------------- |
| 70 kg       | Park Ga-yeon (KOR) W | Masae Ueno (JPN) P | Anett Mészáros (HUN) P | IX            |